# Tisili
Tisili (łac. Diocesis Tisilitanus) – stolica historycznej diecezji w Cesarstwie rzymskim w prowincji Afryka Prokonsularna, sufragania metropolii Kartagina. Współcześnie w Tunezji. Obecnie katolickie biskupstwo tytularne.

## Biskupi tytularni
| Lp. | Biskup                      | Funkcja                                      | Od                | Do              |
| --- | --------------------------- | -------------------------------------------- | ----------------- | --------------- |
| 1   | Américo Henriques           | biskup pomocniczy Lamego (Portugalia)        | 3 lipca 1966      | 2 lutego 1971   |
| 2   | José Manuel Estepa Llaurens | biskup pomocniczy Madrytu (Hiszpania)        | 5 września 1972   | 30 lipca 1983   |
| 3   | Oscar Angel Bernal          | biskup pomocniczy Sonsón-Rionegro (Kolumbia) | 23 stycznia 1986  | 18 czerwca 1988 |
| 4   | Hans-Jochen Jaschke         | biskup pomocniczy Hamburga (Niemcy)          | 18 listopada 1988 | 11 lipca 2023   |
| 5   | Gilvan Pereira Rodrigues    | biskup pomocniczy São Salvador (Brazylia)    | 4 lipca 2025      |                 |